# Gran Premio di superbike di Misano Adriatico 2025
Il Gran Premio di superbike di Misano Adriatico 2025 è stato la sesta prova del mondiale superbike del 2025. Nello stesso fine settimana si sono corsi anche la sesta prova del campionato mondiale Supersport e la quarta del campionato mondiale Supersport 300.

## Panoramica delle gare
Con il fine settimana di Misano Adriatico il mondiale Superbike giunge a metà percorso, così come le due serie di supporto presenti in questo evento. A sovvertire i pronostici, che davano la pista di casa favorevole a Nicolò Bulega; ci pensa Toprak Razgatlıoğlu che, con una tripletta di vittorie corredata da altrettanti giri veloci, accorcia ulteriormente in classifica portandosi a soli nove punti dall'italiano. Il portacolori Ducati, rimane incolpevolmente coinvolto in una caduta alla partenza della Superpole Race, ma limita i danni con due secondi posti nelle gare lunghe. Tra i piloti indipendenti è ancora una volta Danilo Petrucci a prevalere consolidando il primato in questa classifica. Degno di nota anche il secondo posto di Alex Lowes nella gara corta laddove riporta una Bimota sul podio in questa categoria dopo oltre un quarto di secolo (ultimo precedente al Gran premio d'Australia nel 2000 con Anthony Gobert).
In Supersport a primeggiare è ancora una volta Yamaha che chiude l'evento con un margine di quasi cento punti in classifica costruttori. Ad alternarsi sul gradino più alto del podio sono Stefano Manzi in gara uno e Can Öncü in gara due, piloti che occupano ora il primo ed il secondo posto in classifica. In crescita anche Jaume Masiá, autore della pole position, che porta a termine il fine settimana romagnolo con due secondi posti in gara.
Gli spagnoli Beñat Fernández (Kove) e Julio García (Kawasaki), grazie a piazzamenti consistenti nelle primissime posizioni, escono da Misano rispettivamente al primo ed al secondo posto della classifica della Supersport 300, distanziati di un solo punto. Cede quindi il comando parziale l'olandese Jeffrey Buis: il portacolori KTM infatti vive un fine settimana sotto tono rispetto ai precedenti, nei quali aveva sempre vinto almeno una delle due gare. Grande equilibrio anche tra i costruttori con le prime tre case racchiuse in soli quindici punti.

## Superbike gara 1
- Nicolò Bulega, autore della pole position, e Andrea Iannone (settimo tempo)[12] vengono penalizzati di tre posizioni sulla griglia di partenza di gara uno. Pertanto gli altri piloti scalano in avanti di una o due posizioni.[13]

### Arrivati al traguardo
| Pos. | Nº | Pilota                | Squadra                   | Motocicletta        | Giri | Tempo     | Griglia | Punti |
| ---- | -- | --------------------- | ------------------------- | ------------------- | ---- | --------- | ------- | ----- |
| 1º   | 1  | Toprak Razgatlıoğlu   | Rokit BMW Motorrad        | BMW M1000 RR        | 21   | 32'53.702 | 1º      | 25    |
| 2º   | 11 | Nicolò Bulega         | Aruba.it Racing - Ducati  | Ducati Panigale V4R | 21   | +1.045    | 4º      | 20    |
| 3º   | 9  | Danilo Petrucci       | Barni Spark Racing        | Ducati Panigale V4R | 21   | +16.684   | 8º      | 16    |
| 4º   | 22 | Alex Lowes            | Bimota by Kawasaki Racing | Bimota KB998 Rimini | 21   | +16.824   | 5º      | 13    |
| 5º   | 55 | Andrea Locatelli      | Pata Yamaha Prometeon     | Yamaha YZF R1       | 21   | +17.450   | 7º      | 11    |
| 6º   | 19 | Álvaro Bautista       | Aruba.it Racing - Ducati  | Ducati Panigale V4R | 21   | +18.361   | 11º     | 10    |
| 7º   | 14 | Sam Lowes             | ELF Marc VDS Racing Team  | Ducati Panigale V4R | 21   | +21.096   | 3º      | 9     |
| 8º   | 5  | Yari Montella         | Barni Spark Racing        | Ducati Panigale V4R | 21   | +22.770   | 9º      | 8     |
| 9º   | 7  | Iker Lecuona          | Team HRC                  | Honda CBR1000 RR-R  | 21   | +27.236   | 12º     | 7     |
| 10º  | 45 | Scott Redding         | MGM Bonovo Racing         | Ducati Panigale V4R | 21   | +31.445   | 18º     | 6     |
| 11º  | 97 | Xavi Vierge           | Team HRC                  | Honda CBR1000 RR-R  | 21   | +31.629   | 17º     | 5     |
| 12º  | 65 | Jonathan Rea          | Pata Yamaha Prometeon     | Yamaha YZF R1       | 21   | +33.044   | 16º     | 4     |
| 13º  | 17 | Ryan Vickers          | Team Motocorsa Racing     | Ducati Panigale V4R | 21   | +38.033   | 19º     | 3     |
| 14º  | 31 | Garrett Gerloff       | Kawasaki Racing           | Kawasaki ZX-10RR    | 21   | +41.314   | 15º     | 2     |
| 15º  | 12 | Michael Ruben Rinaldi | Yamaha Motoxracing        | Yamaha YZF R1       | 21   | +55.021   | 21º     | 1     |
| 16º  | 95 | Tarran Mackenzie      | Petronas MIE Racing Honda | Honda CBR1000 RR-R  | 21   | +1'05.935 | 22º     |       |
| 17º  | 21 | Zaqhwan Zaidi         | Petronas MIE Racing Honda | Honda CBR1000 RR-R  | 21   | +1'27.347 | 23º     |       |

### Ritirati
| Nº | Pilota               | Squadra                   | Motocicletta        | Giri | Griglia |
| -- | -------------------- | ------------------------- | ------------------- | ---- | ------- |
| 87 | Remy Gardner         | GYTR GRT Yamaha           | Yamaha YZF R1       | 10   | 6º      |
| 60 | Michael van der Mark | Rokit BMW Motorrad        | BMW M1000 RR        | 8    | 14º     |
| 29 | Andrea Iannone       | Team GoEleven             | Ducati Panigale V4R | 2    | 10º     |
| 47 | Axel Bassani         | Bimota by Kawasaki Racing | Bimota KB998 Rimini | 1    | 2º      |
| 77 | Dominique Aegerter   | GYTR GRT Yamaha           | Yamaha YZF R1       | 0    | 13º     |
| 99 | Bahattin Sofuoğlu    | Yamaha Motoxracing        | Yamaha YZF R1       | 0    | 20º     |

## Superbike gara superpole

### Arrivati al traguardo
| Pos. | Nº | Pilota                | Squadra                   | Motocicletta        | Giri | Tempo     | Griglia | Punti |
| ---- | -- | --------------------- | ------------------------- | ------------------- | ---- | --------- | ------- | ----- |
| 1º   | 1  | Toprak Razgatlıoğlu   | Rokit BMW Motorrad        | BMW M1000 RR        | 10   | 15'37.641 | 2º      | 12    |
| 2º   | 22 | Alex Lowes            | Bimota by Kawasaki Racing | Bimota KB998 Rimini | 10   | +4.281    | 5º      | 9     |
| 3º   | 55 | Andrea Locatelli      | Pata Yamaha Prometeon     | Yamaha YZF R1       | 10   | +6.122    | 8º      | 7     |
| 4º   | 9  | Danilo Petrucci       | Barni Spark Racing        | Ducati Panigale V4R | 10   | +7.542    | 9º      | 6     |
| 5º   | 19 | Álvaro Bautista       | Aruba.it Racing - Ducati  | Ducati Panigale V4R | 10   | +8.855    | 11º     | 5     |
| 6º   | 14 | Sam Lowes             | ELF Marc VDS Racing Team  | Ducati Panigale V4R | 10   | +9.703    | 4º      | 4     |
| 7º   | 65 | Jonathan Rea          | Pata Yamaha Prometeon     | Yamaha YZF R1       | 10   | +10.755   | 15º     | 3     |
| 8º   | 87 | Remy Gardner          | GYTR GRT Yamaha           | Yamaha YZF R1       | 10   | +11.861   | 6º      | 2     |
| 9º   | 7  | Iker Lecuona          | Team HRC                  | Honda CBR1000 RR-R  | 10   | +13.177   | 12º     | 1     |
| 10º  | 97 | Xavi Vierge           | Team HRC                  | Honda CBR1000 RR-R  | 10   | +13.323   | 16º     |       |
| 11º  | 31 | Garrett Gerloff       | Kawasaki Racing           | Kawasaki ZX-10RR    | 10   | +14.215   | 14º     |       |
| 12º  | 60 | Michael van der Mark  | Rokit BMW Motorrad        | BMW M1000 RR        | 10   | +16.278   | 13º     |       |
| 13º  | 45 | Scott Redding         | MGM Bonovo Racing         | Ducati Panigale V4R | 10   | +16.623   | 17º     |       |
| 14º  | 17 | Ryan Vickers          | Team Motocorsa Racing     | Ducati Panigale V4R | 10   | +17.307   | 18º     |       |
| 15º  | 99 | Bahattin Sofuoğlu     | Yamaha Motoxracing        | Yamaha YZF R1       | 10   | +25.423   | 19º     |       |
| 16º  | 12 | Michael Ruben Rinaldi | Yamaha Motoxracing        | Yamaha YZF R1       | 10   | +25.513   | 20º     |       |
| 17º  | 29 | Andrea Iannone        | Team GoEleven             | Ducati Panigale V4R | 10   | +26.670   | 7º      |       |
| 18º  | 21 | Zaqhwan Zaidi         | Petronas MIE Racing Honda | Honda CBR1000 RR-R  | 10   | +39.640   | 22º     |       |

### Ritirati
| Nº | Pilota           | Squadra                   | Motocicletta        | Giri | Griglia |
| -- | ---------------- | ------------------------- | ------------------- | ---- | ------- |
| 5  | Yari Montella    | Barni Spark Racing        | Ducati Panigale V4R | 6    | 10º     |
| 95 | Tarran Mackenzie | Petronas MIE Racing Honda | Honda CBR1000 RR-R  | 3    | 21º     |
| 11 | Nicolò Bulega    | Aruba.it Racing - Ducati  | Ducati Panigale V4R | 0    | 1º      |
| 47 | Axel Bassani     | Bimota by Kawasaki Racing | Bimota KB998 Rimini | 0    | 3º      |

## Superbike gara 2

### Arrivati al traguardo
| Pos. | Nº | Pilota                | Squadra                   | Motocicletta        | Giri | Tempo     | Griglia | Punti |
| ---- | -- | --------------------- | ------------------------- | ------------------- | ---- | --------- | ------- | ----- |
| 1º   | 1  | Toprak Razgatlıoğlu   | Rokit BMW Motorrad        | BMW M1000 RR        | 21   | 32'54.968 | 1º      | 25    |
| 2º   | 11 | Nicolò Bulega         | Aruba.it Racing - Ducati  | Ducati Panigale V4R | 21   | +9.685    | 10º     | 20    |
| 3º   | 19 | Álvaro Bautista       | Aruba.it Racing - Ducati  | Ducati Panigale V4R | 21   | +14.438   | 5º      | 16    |
| 4º   | 55 | Andrea Locatelli      | Pata Yamaha Prometeon     | Yamaha YZF R1       | 21   | +16.752   | 3º      | 13    |
| 5º   | 9  | Danilo Petrucci       | Barni Spark Racing        | Ducati Panigale V4R | 21   | +19.273   | 4º      | 11    |
| 6º   | 7  | Iker Lecuona          | Team HRC                  | Honda CBR1000 RR-R  | 21   | +19.402   | 9º      | 10    |
| 7º   | 14 | Sam Lowes             | ELF Marc VDS Racing Team  | Ducati Panigale V4R | 21   | +19.811   | 6º      | 9     |
| 8º   | 31 | Garrett Gerloff       | Kawasaki Racing           | Kawasaki ZX-10RR    | 21   | +33.370   | 15º     | 8     |
| 9º   | 97 | Xavi Vierge           | Team HRC                  | Honda CBR1000 RR-R  | 21   | +34.554   | 16º     | 7     |
| 10º  | 60 | Michael van der Mark  | Rokit BMW Motorrad        | BMW M1000 RR        | 12   | +35.255   | 14º     | 6     |
| 11º  | 17 | Ryan Vickers          | Team Motocorsa Racing     | Ducati Panigale V4R | 21   | +36.085   | 18º     | 5     |
| 12º  | 47 | Axel Bassani          | Bimota by Kawasaki Racing | Bimota KB998 Rimini | 21   | +42.487   | 11º     | 4     |
| 13º  | 99 | Bahattin Sofuoğlu     | Yamaha Motoxracing        | Yamaha YZF R1       | 12   | +47.281   | 19º     | 3     |
| 14º  | 22 | Alex Lowes            | Bimota by Kawasaki Racing | Bimota KB998 Rimini | 21   | +55.802   | 2º      | 2     |
| 15º  | 12 | Michael Ruben Rinaldi | Yamaha Motoxracing        | Yamaha YZF R1       | 21   | +1'00.743 | 20º     | 1     |
| 16º  | 45 | Scott Redding         | MGM Bonovo Racing         | Ducati Panigale V4R | 21   | +1'06.225 | 17º     |       |
| 17º  | 21 | Zaqhwan Zaidi         | Petronas MIE Racing Honda | Honda CBR1000 RR-R  | 21   | +1'27.539 | 22º     |       |

### Ritirati
| Nº | Pilota         | Squadra               | Motocicletta        | Giri | Griglia |
| -- | -------------- | --------------------- | ------------------- | ---- | ------- |
| 29 | Andrea Iannone | Team GoEleven         | Ducati Panigale V4R | 19   | 12º     |
| 65 | Jonathan Rea   | Pata Yamaha Prometeon | Yamaha YZF R1       | 9    | 7º      |
| 87 | Remy Gardner   | GYTR GRT Yamaha       | Yamaha YZF R1       | 5    | 8º      |
| 5  | Yari Montella  | Barni Spark Racing    | Ducati Panigale V4R | 5    | 13º     |

### Non partito
| Nº | Pilota           | Squadra                   | Motocicletta       | Griglia |
| -- | ---------------- | ------------------------- | ------------------ | ------- |
| 95 | Tarran Mackenzie | Petronas MIE Racing Honda | Honda CBR1000 RR-R | 21º     |

## Supersport gara 1

### Arrivati al traguardo
| Pos. | Nº | Pilota              | Squadra                             | Motocicletta                 | Giri | Tempo     | Griglia | Punti |
| ---- | -- | ------------------- | ----------------------------------- | ---------------------------- | ---- | --------- | ------- | ----- |
| 1º   | 62 | Stefano Manzi       | Ten Kate Racing Yamaha              | Yamaha YZF-R9                | 18   | 29'34.469 | 10º     | 25    |
| 2º   | 51 | Jaume Masiá         | Orelac Racing Verdnatura            | Ducati Panigale V2           | 18   | +0.514    | 1º      | 20    |
| 3º   | 61 | Can Öncü            | Evan Bros. Yamaha                   | Yamaha YZF-R9                | 18   | +1.518    | 5º      | 16    |
| 4º   | 53 | Valentin Debise     | Renzi Corse                         | Ducati Panigale V2           | 18   | +1.573    | 8º      | 13    |
| 5º   | 69 | Tom Booth-Amos      | PTR Triumph                         | Triumph Street Triple RS 765 | 18   | +1.783    | 7º      | 11    |
| 6º   | 23 | Marcel Schrötter    | WRP Racing                          | Ducati Panigale V2           | 18   | +3.229    | 4º      | 10    |
| 7º   | 52 | Jeremy Alcoba       | Kawasaki Racing                     | Kawasaki ZX-6R-636           | 18   | +3.328    | 13º     | 9     |
| 8º   | 94 | Lucas Mahias        | GMT94 Yamaha                        | Yamaha YZF-R9                | 18   | +3.615    | 15º     | 8     |
| 9º   | 64 | Federico Caricasulo | DG34 Racing                         | Ducati Panigale V2           | 18   | +4.078    | 6º      | 7     |
| 10º  | 65 | Philipp Öttl        | Feel Racing SSP Team                | Ducati Panigale V2           | 18   | +5.053    | 11º     | 6     |
| 11º  | 40 | Mattia Casadei      | Motozoo ME AIR Racing               | MV Agusta F3 800 RR          | 18   | +8.455    | 2º      | 5     |
| 12º  | 24 | Leonardo Taccini    | Ecosantagata Althea Racing          | Ducati Panigale V2           | 18   | +9.060    | 19º     | 4     |
| 13º  | 11 | Bo Bendsneyder      | MV Agusta Reparto Corse             | MV Agusta F3 800 RR          | 18   | +10.159   | 3º      | 3     |
| 14º  | 6  | Corentin Perolari   | Honda Racing World Supersport       | Honda CBR600RR               | 18   | +11.316   | 14º     | 2     |
| 15º  | 43 | Simon Jespersen     | Ecosantagata Althea Racing          | Ducati Panigale V2           | 18   | +11.371   | 18º     | 1     |
| 16º  | 37 | Roberto García      | GMT94 Yamaha                        | Yamaha YZF-R6                | 18   | +13.548   | 20º     |       |
| 17º  | 20 | Xavier Cardelús     | Orelac Racing Verdnatura            | Ducati Panigale V2           | 18   | +17.130   | 17º     |       |
| 18º  | 5  | Niccolò Antonelli   | VTF Racing                          | Yamaha YZF-R9                | 18   | +20.583   | 16º     |       |
| 19º  | 32 | Oliver Bayliss      | PTR Triumph                         | Triumph Street Triple RS 765 | 18   | +20.641   | 12º     |       |
| 20º  | 14 | Xavier Artigas      | BlackFlag Motorsport                | Kawasaki ZX-6R-636           | 18   | +26.550   | 24º     |       |
| 21º  | 66 | Niki Tuuli          | QJ Motor Factory Racing             | QJ Motor SRK 800 RR          | 18   | +34.066   | 23º     |       |
| 22º  | 50 | Ondřej Vostatek     | WRP Racing                          | Ducati Panigale V2           | 18   | +35.530   | 22º     |       |
| 23º  | 31 | Yuki Okamoto        | Ten Kate Racing Yamaha              | Yamaha YZF-R9                | 18   | +37.274   | 27º     |       |
| 24º  | 29 | Harrison Voight     | EAB Racing Team                     | Ducati Panigale V2           | 18   | +46.524   | 34º     |       |
| 25º  | 74 | Piotr Biesiekirski  | Team Flembbo-Pilote Moto Production | MV Agusta F3 800 RR          | 18   | +48.651   | 33º     |       |
| 26º  | 33 | Eduardo Montero     | DG34 Racing                         | Ducati Panigale V2           | 18   | +48.970   | 29º     |       |
| 27º  | 22 | Ana Carrasco        | Honda Racing World Supersport       | Honda CBR600RR               | 18   | +50.096   | 32º     |       |
| 28º  | 63 | Syarifuddin Azman   | Petronas MIE Racing Honda           | Honda CBR600RR               | 18   | +1'01.994 | 31º     |       |
| 29º  | 27 | Kaito Toba          | Petronas MIE Racing Honda           | Honda CBR600RR               | 16   | +2 giri   | 28º     |       |
| 30º  | 57 | Aldi Satya Mahendra | Evan Bros. Yamaha                   | Yamaha YZF-R9                | 15   | +3 giri   | 21º     |       |

### Non classificato
| Nº | Pilota          | Squadra                 | Motocicletta        | Giri | Griglia |
| -- | --------------- | ----------------------- | ------------------- | ---- | ------- |
| 77 | Filippo Farioli | MV Agusta Reparto Corse | MV Agusta F3 800 RR | 12   | 9º      |

### Ritirati
| Nº | Pilota           | Squadra                 | Motocicletta        | Giri | Griglia |
| -- | ---------------- | ----------------------- | ------------------- | ---- | ------- |
| 68 | Luke Power       | Motozoo ME AIR Racing   | MV Agusta F3 800 RR | 14   | 30º     |
| 3  | Raffaele De Rosa | QJ Motor Factory Racing | QJ Motor SRK 800 RR | 6    | 26º     |

### Squalificato
| Nº | Pilota         | Squadra                  | Motocicletta  | Giri | Tempo   | Griglia |
| -- | -------------- | ------------------------ | ------------- | ---- | ------- | ------- |
| 88 | Matteo Patacca | Bike e Motor Racing Team | Yamaha YZF-R6 | 18   | +26.983 | 25º     |

## Supersport gara 2
- La gara è stata interrotta nel corso del quattordicesimo giro a causa di un incidente accorso poco prima a Kaito Toba; è stata omologata come valida la classifica dell'ultimo giro completato ossia il tredicesimo.[9]

### Arrivati al traguardo
| Pos. | Nº | Pilota              | Squadra                             | Motocicletta                 | Giri | Tempo      | Griglia | Punti |
| ---- | -- | ------------------- | ----------------------------------- | ---------------------------- | ---- | ---------- | ------- | ----- |
| 1º   | 61 | Can Öncü            | Evan Bros. Yamaha                   | Yamaha YZF-R9                | 13   | 22'12.012  | 3º      | 25    |
| 2º   | 51 | Jaume Masiá         | Orelac Racing Verdnatura            | Ducati Panigale V2           | 13   | +0.316     | 4º      | 20    |
| 3º   | 53 | Valentin Debise     | Renzi Corse                         | Ducati Panigale V2           | 13   | +0.532     | 7º      | 16    |
| 4º   | 65 | Philipp Öttl        | Feel Racing SSP Team                | Ducati Panigale V2           | 13   | +0.875     | 6º      | 13    |
| 7º   | 52 | Jeremy Alcoba       | Kawasaki Racing                     | Kawasaki ZX-6R-636           | 13   | +5.032     | 14º     | 11    |
| 6º   | 37 | Roberto García      | GMT94 Yamaha                        | Yamaha YZF-R6                | 13   | +6.445     | 20º     | 10    |
| 7º   | 40 | Mattia Casadei      | Motozoo ME AIR Racing               | MV Agusta F3 800 RR          | 13   | +6.604     | 10º     | 9     |
| 8º   | 11 | Bo Bendsneyder      | MV Agusta Reparto Corse             | MV Agusta F3 800 RR          | 13   | +7.587     | 11º     | 8     |
| 9º   | 64 | Federico Caricasulo | DG34 Racing                         | Ducati Panigale V2           | 13   | +7.617     | 12º     | 7     |
| 10º  | 24 | Leonardo Taccini    | Ecosantagata Althea Racing          | Ducati Panigale V2           | 13   | +8.432     | 19º     | 6     |
| 11º  | 32 | Oliver Bayliss      | PTR Triumph                         | Triumph Street Triple RS 765 | 13   | +1 settore | 13º     | 5     |
| 12º  | 20 | Xavier Cardelús     | Orelac Racing Verdnatura            | Ducati Panigale V2           | 13   | +1 settore | 17º     | 4     |
| 13º  | 57 | Aldi Satya Mahendra | Evan Bros. Yamaha                   | Yamaha YZF-R9                | 13   | +1 settore | 21º     | 3     |
| 14º  | 43 | Simon Jespersen     | Ecosantagata Althea Racing          | Ducati Panigale V2           | 13   | +1 settore | 18º     | 2     |
| 15º  | 5  | Niccolò Antonelli   | VTF Racing                          | Yamaha YZF-R9                | 13   | +1 settore | 16º     | 1     |
| 16º  | 14 | Xavier Artigas      | BlackFlag Motorsport                | Kawasaki ZX-6R-636           | 13   | +1 settore | 24º     |       |
| 17º  | 50 | Ondřej Vostatek     | WRP Racing                          | Ducati Panigale V2           | 13   | +1 settore | 22º     |       |
| 18º  | 66 | Niki Tuuli          | QJ Motor Factory Racing             | QJ Motor SRK 800 RR          | 13   | +1 settore | 23º     |       |
| 19º  | 88 | Matteo Patacca      | Bike e Motor Racing Team            | Yamaha YZF-R6                | 13   | +1 settore | 25º     |       |
| 20º  | 31 | Yuki Okamoto        | Ten Kate Racing Yamaha              | Yamaha YZF-R9                | 13   | +1 settore | 27º     |       |
| 21º  | 74 | Piotr Biesiekirski  | Team Flembbo-Pilote Moto Production | MV Agusta F3 800 RR          | 13   | +2 settori | 33º     |       |
| 22º  | 33 | Eduardo Montero     | DG34 Racing                         | Ducati Panigale V2           | 13   | +2 settori | 29º     |       |
| 23º  | 63 | Syarifuddin Azman   | Petronas MIE Racing Honda           | Honda CBR600RR               | 13   | +2 settori | 31º     |       |
| 24º  | 22 | Ana Carrasco        | Honda Racing World Supersport       | Honda CBR600RR               | 13   | +2 settori | 32º     |       |

### Non classificati
| Nº | Pilota           | Squadra                   | Motocicletta        | Giri | Griglia |
| -- | ---------------- | ------------------------- | ------------------- | ---- | ------- |
| 27 | Kaito Toba       | Petronas MIE Racing Honda | Honda CBR600RR      | 12   | 28º     |
| 3  | Raffaele De Rosa | QJ Motor Factory Racing   | QJ Motor SRK 800 RR | 5    | 26º     |

### Ritirati
| Nº | Pilota            | Squadra                       | Motocicletta                 | Giri | Griglia |
| -- | ----------------- | ----------------------------- | ---------------------------- | ---- | ------- |
| 23 | Marcel Schrötter  | WRP Racing                    | Ducati Panigale V2           | 11   | 9º      |
| 68 | Luke Power        | Motozoo ME AIR Racing         | MV Agusta F3 800 RR          | 9    | 30º     |
| 62 | Stefano Manzi     | Ten Kate Racing Yamaha        | Yamaha YZF-R9                | 8    | 2º      |
| 69 | Tom Booth-Amos    | PTR Triumph                   | Triumph Street Triple RS 765 | 2    | 5º      |
| 77 | Filippo Farioli   | MV Agusta Reparto Corse       | MV Agusta F3 800 RR          | 2    | 1º      |
| 29 | Harrison Voight   | EAB Racing Team               | Ducati Panigale V2           | 2    | 34º     |
| 94 | Lucas Mahias      | GMT94 Yamaha                  | Yamaha YZF-R9                | 1    | 8º      |
| 6  | Corentin Perolari | Honda Racing World Supersport | Honda CBR600RR               | 1    | 15º     |

## Supersport 300 gara 1

### Arrivati al traguardo
| Pos. | Nº | Pilota                | Squadra                             | Motocicletta       | Giri | Tempo     | Griglia | Punti |
| ---- | -- | --------------------- | ----------------------------------- | ------------------ | ---- | --------- | ------- | ----- |
| 1º   | 50 | Carter Thompson       | MTM Kawasaki                        | Kawasaki Ninja 400 | 12   | 22'10.963 | 10º     | 25    |
| 2º   | 43 | Marco Gaggi           | BrCorse                             | Yamaha YZF-R3      | 12   | +0.338    | 5º      | 20    |
| 3º   | 48 | Julio García          | ProDina Kawasaki Racing             | Kawasaki Ninja 400 | 12   | +0.473    | 6º      | 16    |
| 4º   | 7  | Beñat Fernández       | Team#109 Retro Traffc Kove          | Kove 321RR         | 12   | +0.494    | 3º      | 13    |
| 5º   | 38 | David Salvador        | ProDina Rawasaki Racing             | Kawasaki Ninja 400 | 12   | +0.737    | 4º      | 11    |
| 6º   | 77 | José Osuna Sáez       | Deza-Box 77 Racing                  | Kawasaki Ninja 400 | 12   | +0.914    | 14º     | 10    |
| 7º   | 47 | Antonio Torres        | ProDina Kawasaki Racing             | Kawasaki Ninja 400 | 12   | +1.056    | 1º      | 9     |
| 8º   | 6  | Jeffrey Buis          | Freudenberg KTM-Paligo Racing       | KTM RC 390 R       | 12   | +1.600    | 7º      | 8     |
| 9º   | 26 | Mirko Gennai          | MTM Kawasaki                        | Kawasaki Ninja 400 | 12   | +1.660    | 21º     | 7     |
| 10º  | 27 | Felix Putra Mulya     | ProGP NitiRacing                    | Yamaha YZF-R3      | 12   | +3.104    | 20º     | 6     |
| 11º  | 78 | Jacob Rosenthaler     | Freudenberg KTM-Paligo Racing       | KTM RC 390 R       | 12   | +3.197    | 12º     | 5     |
| 12º  | 62 | Kevin Fontainha       | Yamaha MS Racing/AD78 Latin America | Yamaha YZF-R3      | 12   | +3.324    | 11º     | 4     |
| 13º  | 88 | Daniel Mogeda         | Pons Morosport Italika Racing       | Kawasaki Ninja 400 | 12   | +3.258    | 15º     | 3     |
| 14º  | 39 | Juan Resueño          | MS Racing                           | Yamaha YZF-R3      | 12   | +3.377    | 8º      | 2     |
| 15º  | 12 | Humberto Maier        | Yamaha MS Racing/AD78 Latin America | Yamaha YZF-R3      | 12   | +3.637    | 33º     | 1     |
| 16º  | 91 | Matteo Vannucci       | AG Motorsport Italia Yamaha         | Yamaha YZF-R3      | 12   | +3.821    | 2º      |       |
| 17º  | 13 | Roberto Fernández     | Kawasaki Junior Team by MTM         | Kawasaki Ninja 400 | 12   | +3.964    | 27º     |       |
| 18º  | 96 | Marc Vich             | Yamaha Motoxracing                  | Yamaha YZF-R3      | 12   | +4.081    | 17º     |       |
| 19º  | 4  | Emanuele Cazzaniga    | Racestar Trasimeno                  | Yamaha YZF-R3      | 12   | +4.544    | 13º     |       |
| 20º  | 85 | Kevin Sabatucci       | Accolade Smrž Racing BGR            | Kawasaki Ninja 400 | 12   | +17.066   | 16º     |       |
| 21º  | 61 | Gianmaria Ibidi       | Yamaha Motoxracing                  | Yamaha YZF-R3      | 12   | +17.305   | 23º     |       |
| 22º  | 31 | Elia Bartolini        | Team Br Corse                       | Yamaha YZF-R3      | 12   | +17.517   | 9º      |       |
| 23º  | 33 | Gonzalo Sánchez       | Arco Motor University               | Yamaha YZF-R3      | 12   | +17.555   | 29º     |       |
| 24º  | 79 | Tomas Alonso          | Pons Morosport Italika Racing       | Kawasaki Ninja 400 | 12   | +17.817   | 25º     |       |
| 25º  | 36 | Faerozi Toreqottullah | ProGP NitiRacing                    | Yamaha YZF-R3      | 12   | +17.946   | 26º     |       |
| 26º  | 53 | Petr Svoboda          | Kawasaki Junior Team by MTM         | Kawasaki Ninja 400 | 12   | +18.060   | 24º     |       |
| 27º  | 32 | Krittapat Keankum     | Arco Motor University               | Yamaha YZF-R3      | 12   | +18.261   | 19º     |       |
| 28º  | 18 | Pablo Olivares        | Kawasaki GP Project                 | Kawasaki Ninja 400 | 12   | +18.375   | 30º     |       |
| 29º  | 25 | Daniel Ocete          | Pons Morosport Italika Racing       | Kawasaki Ninja 400 | 12   | +18.634   | 22º     |       |
| 30º  | 55 | Unai Calatayud        | Arco Motor University               | Yamaha YZF-R3      | 12   | +18.793   | 18º     |       |
| 31º  | 29 | Giacomo Zannini       | Deza-Box 77 Racing                  | Kawasaki Ninja 400 | 12   | +30.620   | 32º     |       |
| 32º  | 8  | Ivan Granero          | Kawasaki GP Project                 | Kawasaki Ninja 400 | 12   | +47.546   | 31º     |       |

### Ritirato
| Nº | Pilota        | Squadra                  | Motocicletta       | Giri | Griglia |
| -- | ------------- | ------------------------ | ------------------ | ---- | ------- |
| 11 | Filip Novotny | Accolade Smrž Racing BGR | Kawasaki Ninja 400 | 9    | 28º     |

## Supersport 300 gara 2
- La gara è stata accorciata a otto giri a causa di un incidente accorso ai piloti Emanuele Cazzaniga e Felix Putra Mulya nel corso della prima partenza.

### Arrivati al traguardo
| Pos. | Nº | Pilota            | Squadra                             | Motocicletta       | Giri | Tempo     | Griglia | Punti |
| ---- | -- | ----------------- | ----------------------------------- | ------------------ | ---- | --------- | ------- | ----- |
| 1º   | 7  | Beñat Fernández   | Team#109 Retro Traffc Kove          | Kove 321RR         | 8    | 14'49.193 | 11º     | 25    |
| 2º   | 48 | Julio García      | ProDina Kawasaki Racing             | Kawasaki Ninja 400 | 8    | +0.009    | 5º      | 20    |
| 3º   | 38 | David Salvador    | ProDina Rawasaki Racing             | Kawasaki Ninja 400 | 8    | +0.035    | 12º     | 16    |
| 4º   | 47 | Antonio Torres    | ProDina Kawasaki Racing             | Kawasaki Ninja 400 | 8    | +0.134    | 10º     | 13    |
| 5º   | 50 | Carter Thompson   | MTM Kawasaki                        | Kawasaki Ninja 400 | 8    | +0.183    | 1º      | 11    |
| 6º   | 12 | Humberto Maier    | Yamaha MS Racing/AD78 Latin America | Yamaha YZF-R3      | 8    | +0.386    | 9º      | 10    |
| 7º   | 43 | Marco Gaggi       | BrCorse                             | Yamaha YZF-R3      | 8    | +0.533    | 8º      | 9     |
| 8º   | 77 | José Osuna Sáez   | Deza-Box 77 Racing                  | Kawasaki Ninja 400 | 8    | +0.669    | 17º     | 8     |
| 9º   | 39 | Juan Resueño      | MS Racing                           | Yamaha YZF-R3      | 8    | +0.813    | 7º      | 7     |
| 10º  | 6  | Jeffrey Buis      | Freudenberg KTM-Paligo Racing       | KTM RC 390 R       | 8    | +0.861    | 2º      | 6     |
| 11º  | 78 | Jacob Rosenthaler | Freudenberg KTM-Paligo Racing       | KTM RC 390 R       | 8    | +1.037    | 15º     | 5     |
| 12º  | 88 | Daniel Mogeda     | Pons Morosport Italika Racing       | Kawasaki Ninja 400 | 8    | +1.378    | 4º      | 4     |
| 13º  | 13 | Roberto Fernández | Kawasaki Junior Team by MTM         | Kawasaki Ninja 400 | 8    | +1.387    | 6º      | 3     |
| 14º  | 85 | Kevin Sabatucci   | Accolade Smrž Racing BGR            | Kawasaki Ninja 400 | 8    | +1.462    | 18º     | 2     |
| 15º  | 96 | Marc Vich         | Yamaha Motoxracing                  | Yamaha YZF-R3      | 8    | +1.641    | 19º     | 1     |
| 16º  | 31 | Elia Bartolini    | Team Br Corse                       | Yamaha YZF-R3      | 8    | +1.877    | 13º     |       |
| 17º  | 91 | Matteo Vannucci   | AG Motorsport Italia Yamaha         | Yamaha YZF-R3      | 8    | +5.096    | 3º      |       |
| 18º  | 62 | Kevin Fontainha   | Yamaha MS Racing/AD78 Latin America | Yamaha YZF-R3      | 8    | +8.336    | 14º     |       |
| 19º  | 53 | Petr Svoboda      | Kawasaki Junior Team by MTM         | Kawasaki Ninja 400 | 8    | +9.235    | 26º     |       |
| 20º  | 11 | Filip Novotny     | Accolade Smrž Racing BGR            | Kawasaki Ninja 400 | 8    | +12.763   | 29º     |       |
| 21º  | 8  | Ivan Granero      | Kawasaki GP Project                 | Kawasaki Ninja 400 | 8    | +30.563   | 32º     |       |
| 22º  | 18 | Pablo Olivares    | Kawasaki GP Project                 | Kawasaki Ninja 400 | 8    | +34.811   | 31º     |       |

### Ritirati
| Nº | Pilota                | Squadra                       | Motocicletta       | Giri | Griglia |
| -- | --------------------- | ----------------------------- | ------------------ | ---- | ------- |
| 26 | Mirko Gennai          | MTM Kawasaki                  | Kawasaki Ninja 400 | 7    | 23º     |
| 55 | Unai Calatayud        | Arco Motor University         | Yamaha YZF-R3      | 3    | 20º     |
| 33 | Gonzalo Sánchez       | Arco Motor University         | Yamaha YZF-R3      | 2    | 30º     |
| 29 | Giacomo Zannini       | Deza-Box 77 Racing            | Kawasaki Ninja 400 | 1    | 33º     |
| 27 | Felix Putra Mulya     | ProGP NitiRacing              | Yamaha YZF-R3      | 0    | 22º     |
| 36 | Faerozi Toreqottullah | ProGP NitiRacing              | Yamaha YZF-R3      | 0    | 28º     |
| 61 | Gianmaria Ibidi       | Yamaha Motoxracing            | Yamaha YZF-R3      | 0    | 25º     |
| 79 | Tomas Alonso          | Pons Morosport Italika Racing | Kawasaki Ninja 400 | 0    | 27º     |
| 32 | Krittapat Keankum     | Arco Motor University         | Yamaha YZF-R3      | 0    | 21º     |
| 25 | Daniel Ocete          | Pons Morosport Italika Racing | Kawasaki Ninja 400 | 0    | 24º     |
| 4  | Emanuele Cazzaniga    | Racestar Trasimeno            | Yamaha YZF-R3      | 0    | 16º     |